# Scleria staheliana
Scleria staheliana là loài thực vật có hoa trong họ Cói. Loài này được Uittien miêu tả khoa học đầu tiên năm 1933.